# John Charles Ryle
John Charles Ryle (n. 10 mai 1816, Macclesfield, Anglia, Regatul Unit al Marii Britanii și Irlandei – d. 10 iunie 1900, Lowestoft, Anglia, Regatul Unit al Marii Britanii și Irlandei) a fost un episcop evanghelic anglican. A fost primul episcop anglican din Liverpool.

## Viața
El a fost fiul cel mare al lui John Ryle, bancher privat, din Park House, Macclesfield, deputat pentru Macclesfield 1833–7, și al Susannei, fiica lui Charles Hurt din Wirksworth, Derbyshire. S-a născut la Macclesfield la 10 mai 1816.
A fost educat la Eton și la Universitatea din Oxford, unde cariera sa a fost deosebit de diferențiată. A fost expoziționist Fell la Christ Church, din care fundație s-a înmatriculat la 15 mai 1834. A fost cărturar Craven în 1836, a absolvit BA în 1838, fiind plasat în clasa întâi în literæ humaniores în anul precedent și a continuat MA în 1871. A fost creat DD prin diplomă la 4 mai 1880. 
Ryle a părăsit universitatea cu intenția de a participa la parlament cu prima ocazie, dar nu a putut să o facă din cauza falimentului tatălui său. A luat ordinele sfinte (1841–42) și a devenit curat la Exbury, Hampshire . În 1843, el a fost preferat rectoratului din St Thomas, Winchester, pe care l-a schimbat în anul următor cu cel din Helmingham, Suffolk . Acesta din urmă l-a păstrat până în 1861, când a demisionat pentru vicariatul Stradbroke din același județ. Restaurarea bisericii Stradbroke s-a datorat inițiativei sale. În 1869, a fost numit decan rural al Hoxnei, iar în 1872 canon onorific din Norwich . A fost predicator select la Cambridge în 1873 și în anul următor, și la Oxford între 1874 și 1876, și în 1879 și în anul următor. În 1880, a fost desemnat decan de Salisbury și, imediat, 19 aprilie, a avansat la nou-creatul scaun din Liverpool, pe care l-a administrat abil până la moartea sa la Lowestoft la 10 iunie 1900. Este înmormântat la All Saints Church, Childwall, Liverpool 

## Familie
S-a căsătorit de trei ori, dar primele sale două soții au murit tinere.  Prima căsătorie a fost la 29 octombrie 1845, cu Matilda Charlotte Louisa, fiica lui John Pemberton Plumptre, din Fredville, Kent. A doua, în martie 1850, a fost cu Jessy, fiica lui John Walker din Crawfordton, Dumfriesshire. A treia, la 24 octombrie 1861, a fost cu Henrietta, fiica locotenent-colonelului William Legh Clowes din Broughton Old Hall, Lancashire. A avut o fiică de la prima sa soție și trei fii de la doua sa soție. Al doilea fiu al său, Herbert Edward Ryle, de asemenea cleric, a devenit succesiv episcop de Exeter, episcop de Winchester și decan de Westminster. 

## Moștenire

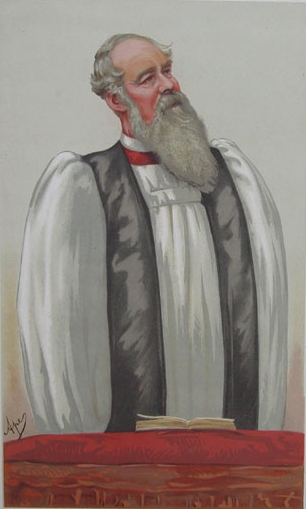
John Charles Ryle, de Carlo Pellegrini, 1881.

Ryle a fost un puternic susținător al școlii evanghelice și un critic al ritualismului . A fost scriitor, pastor și predicator evanghelic. Printre lucrările sale mai lungi se numără Liderii creștini ai secolului al XVIII-lea (1869), Gânduri expozitive asupra evangheliilor (7 vol., 1856–69), Principiile pentru oamenii bisericii (1884). Ryle a fost descris ca având o prezență comandantă, fiind un puternic susținător al  principiilor sale, deși cu o dispoziție caldă. De asemenea, i s-a atribuit succesul în evanghelizarea comunității cu guler albastru.  El a fost un credincios puternic în întoarcerea evreilor în propria lor țară ca fiind profețit în Biblie și astfel a făcut parte din mișcarea care a condus la Declarația Balfour . 

## Lucrări publicate
- Gânduri expozitive despre Matei, (1856)
- Expository Thoughts on Mark, (1857)
- Gânduri expozitive despre Luca, (1858)
- Expository Thoughts on John, (1869)
- Evenimente viitoare și îndatoriri actuale și profeție, (1867) publicat acum ca Sunteți gata pentru sfârșitul timpurilor? Arhivat în 26 octombrie 2014, la Wayback Machine.
- Lideri creștini ai secolului trecut, (1873)
- Knots Unted, (1877)
- Sfințenia: natura sa, obstacole, dificultăți și rădăcini, (1877, lărgit 1879)
- Religia practică: Să faci lucrări simple privind îndatoririle zilnice, experiența, pericolele și privilegiile profesorilor creștini, (1878)
- Simplitate în predicare, (1882)
- Light from Old Times: or Protestant Facts And Men, (1890) (retipărit parțial ca Five English Reformers )
- Camera superioară: a fi câțiva adevăruri pentru vremuri, (1887)
- Obligațiile părinților, (1888)